# HD195533
HD195533 — хімічно пекулярна зоря спектрального класу F1, що має видиму зоряну величину в смузі V приблизно  7,0.
Вона  розташована на відстані близько 456,2 світлових років від Сонця.